# イベント・ホライゾン
『イベント・ホライゾン』（Event Horizon）は、1997年のアメリカ映画。タイトルの“イベント・ホライゾン(Event Horizon）”とは、登場する宇宙船の船名であり、物理学（相対性理論）の概念の一つである「事象の地平面」の英語呼称である。

## 概要
7年間消息を絶ち、海王星に突如現れた深宇宙探査船イベント・ホライゾン号の調査に向かった乗員の恐怖を描くSF・ホラー作品で、1987年の映画『ヘル・レイザー』の監督でもあるホラー作家のクライヴ・バーカーが制作初期段階で助言をしている。
本作は、同年公開予定の映画『タイタニック』の製作の遅れの影響で、公開予定日が前倒しになり、撮影・製作スケジュールを大幅に切り上げて製作された。製作スタッフは休日返上で作業にあたり、取り急ぎ130分にまとめてテスト試写を行うも、「暴力的なシーンが多い」等々、評判が悪かったため、更に30分削って公開日に間に合わせた。
本作は製作費を遥かに下回る興行収入しか得ることができず、興行的には失敗に終わったが、ビデオソフトの発売後にカルト的支持を得たため、制作会社からはカットした部分を含めて再構成したディレクターズ・カットの指示が出された。しかし、公開上映版を製作するにあたってカットした部分のオリジナルフィルムは既に破棄されて処分されているか、かろうじて残されていたものでも保存状態が悪く、1本の映画として再構成することが不可能であったため、完全版の製作は断念された。制作過程でビデオテープにコピーされていたものから収録されたいくつかのシーンは、スペシャルコレクターズエディションのDVDに収録されている。

## ストーリー
西暦2047年、救助艇ルイス&クラーク号が海王星へと向かう。途上、ウィリアム・ウェアー博士から、“怖いもの知らず”と評判のミラー船長、そして彼を信望厚く慕うクルーたちに、海王星への航海の目的が初めて明かされる。
その目的とは、7年前に忽然と消息を絶った宇宙船イベント・ホライゾン号の探査と乗組員の救助だった。イベント・ホライゾン号は、ウェアー博士の理論による超光速で空間を移動する重力駆動装置「コア」が搭載された人類初の深宇宙探査船であったが、極秘のうちに出発した処女航海で行方不明となり、7年ぶりに突如として海王星近傍に姿を現したのだった。D.J.医師は消息を絶った後の通信にラテン語で「助けてくれ」という音声が含まれていることに気づく。
海王星に到着したミラー船長らはイベント・ホライゾン号を見つけて調査し、乗組員たちの惨たらしい死体を見つける。ジャスティンは起動したコアが作り出した異次元空間に吸い込まれそうになり、意識を失って引き戻される。コアの起動はルイス&クラーク号を損傷し、全乗組員はイベント・ホライズン号に移らざるを得なくなる。酸素の枯渇が迫る中、乗組員は知人の幻覚を見始める。そんな中ジャスティンが目覚めるが、錯乱して自殺を図る。
ビデオ航海日誌は死んだ乗組員が狂気に襲われた姿を示す。スターク副長は船が敵意を表していると考える。そしてイベント・ホライゾン号のコアが意思を持っている事が徐々に分かってくる。ミラーはルイス&クラーク号を修理して戻り、イベント・ホライゾン号を破壊しようとする。コアにとり憑かれたウェアー博士は自らの目をくりぬき、ルイス&クラーク号を破壊してスミスとD.J.を殺し、異次元に再びジャンプするカウントダウンを開始させる。ウェアー博士は、コアが地獄の如き異次元から戻った時、邪悪な意思を持つことになったという。ミラーは自分を犠牲にしてイベント・ホライゾン号の中央部を爆破して船を二つに分割する。後部は異次元空間に入り、前部はクーパー、スターク、ジャスティンを乗せて脱出する。72日後、冬眠状態の三人は救出されるが、目覚めたスタークはウェアーの幻覚を見て絶叫する。

## キャスト
| 役名                     | 俳優                         | 日本語吹替 |
| ------------------------ | ---------------------------- | ---------- |
| ウィリアム・ウェアー博士 | サム・ニール                 | 菅生隆之   |
| ミラー船長               | ローレンス・フィッシュバーン | 菅原正志   |
| スターク                 | ジョエリー・リチャードソン   | 沢海陽子   |
| ピーターズ               | キャスリーン・クインラン     | 弘中くみ子 |
| ジャスティン             | ジャック・ノーズワージー     | 宮本充     |
| クーパー                 | リチャード・T・ジョーンズ    | 乃村健次   |
| D.J.                     | ジェイソン・アイザックス     | 仲野裕     |
| スミス                   | ショーン・パートウィー       | 水野龍司   |
| ジョン・キルバック船長   | ピーター・マリンカー         | 塚田正昭   |
| クレア                   | ホリー・チャント             | 種田文子   |
| 演出                     |                              | 内池望博   |
| 翻訳                     |                              | 荒木小織   |
| 制作                     |                              | 東北新社   |

## TVシリーズ
2019年8月、本作を原作とするテレビシリーズがパラマウント・テレビジョンとAmazonスタジオのニュースリリースによって製作中である事が報じられた。ホラー映画監督のアダム・ウィンガードが製作総指揮と監督を務める可能性があるという内容で、オリジナル映画を製作したローレンス・ゴードンとロイド・レヴィンも関わっている。